# Chen Xiaomin
Chen Xiaomin (chiń. 陈晓敏 ur. 7 lutego 1977) – chińska sztangistka. Złota medalistka olimpijska z Sydney.
Zawody w 2000 były jej jedynymi igrzyskami olimpijskimi. Po medal sięgnęła w kategorii wagowej do 63 kilogramów, z wynikiem 242,5 kilograma kilogramów. Zdobyła trzy złote medale mistrzostw świata, w 1993, 1995 i 1996 (w 1996 w imprezie startowały wyłącznie kobiety). Triumfowała na igrzyskach azjatyckich w 1994.